# Habenaria fulva
Habenaria fulva är en orkidéart som beskrevs av Tang och Fa Tsuan Wang. Habenaria fulva ingår i släktet Habenaria och familjen orkidéer. Inga underarter finns listade i Catalogue of Life.